# (13580) de Saussure
(13580) de Saussure  es un asteroide perteneciente al cinturón de asteroides, descubierto el 20 de julio de 1993 por Eric Walter Elst desde el Observatorio de La Silla, en Chile.

## Designación y nombre
El asteroide de Saussure se designó inicialmente como 1993 OQ5.
Más adelante fue nombrado en honor al naturalista suizo Horace-Bénédict de Saussure (1770-1799) y de su compatriota el lingüista Ferdinand de Saussure (1857-1913).

## Características orbitales
de Saussure orbita a una distancia media del Sol de 2,8120 ua, pudiendo acercarse hasta 2,1592 ua y alejarse hasta 3,4648 ua. Tiene una excentricidad de 0,2321 y una inclinación orbital de 5,8229° grados. Emplea en completar una órbita alrededor del Sol 1722 días.

## Características físicas
Su magnitud absoluta es 14,2. Tiene 6,438 km de diámetro. Su albedo se estima en 0,107. El valor de su periodo de rotación es de 12,31 h.